# Przedzielna
Przedzielna – rzeka w województwie podlaskim, na terenie Puszczy Białowieskiej, w gminie Narewka, o długości 8,2 kilometrów, lewy dopływ Narewki. Powierzchnia zlewni wynosi 17 km², z czego jedynie 1,8 km² znajduje się na terenie Parku.
U jej źródeł znajduje się stanowisko wczesnośredniowiecznych kurhanów. Ostatnie 2,2 km koryta rzeczki biegnie przez obszar włączony w 1996 roku do Białowieskiego Parku Narodowego. Nad Przedzielną przerzucone są dwa mosty. Pierwszy zbudowany został w 1915 roku dla kolejki wąskotorowej, dzisiaj biegnie przezeń niebieski szlak turystyczny. Drugi most zbudowany został w 2000 roku, biegnie przezeń czarny szlak turystyczny zwany Carską Tropiną.
Rzeka w okresach suchych wysycha na znacznej długości. Pomimo iż jest niewielka, posiada małe dopływające do niej strumyki. Wysychają one późnym latem.